# Doucy
Doucy-Combelouvière is een klein dorp en wintersportstation in de Franse Tarentaise, gelegen in de gemeente La Léchère in het departement Savoie, regio Auvergne-Rhône-Alpes. Het skigebied sluit aan op dat van Valmorel.
Door het dorp stromen de Morel en l'Eau Rousse.
Bonneval · Celliers · Doucy · Feissons-sur-Isère · Naves · Notre-Dame-de-Briançon · Petit-Cœur · Pussy